# Zemanova kovárna
Zemanova kovárna je stará panská kovárna vystavěná v Holešově v polovině 16. století za vlády Rottalů. Stojí naproti hostinci na Holajce. Kovárna je nazývána Zemanova podle majitelů, kteří ji vlastnili desítky let. I když budova slouží jako muzeum, původní vybavení je stále funkční. Od roku 1988 je chráněna jako kulturní památka.

## Historie
Kovárna stávala na místě vedle zámku již od roku 1550. Byla majetkem vrchnosti, až manžel poslední dědičky rodu Rottalů, Ludvík Rudolf Erdödy, ji prodal soukromníkovi, kováři Václavu Gargulákovi. Roku 1847 ji odkoupil Jakub Zeman. Velkého rozkvětu se kovárna dočkala za vlády posledních držitelů Holešova z rodu Bruntálských z Vrbna. Posledním kovářem z tohoto kovářského rodu byl Emil Zeman, který podle pamětníků do kovárny docházel do roku 1953. Pak zůstala kovárna opuštěná a začala chátrat, dokonce se uvažovalo o její demolici. Záchrany kovárny se ujal turistický odbor místní tělovýchovné jednoty. Turisté dostali kovárnu do správy v roce 1968 a podařilo se ji opravit k dalšímu užívání. Posledním kovářem, který v kovárně vykonával kovářské řemeslo, byl místní rodák Pavel Ševeček, který získal mnohá národní i mezinárodní ocenění za své luxusní nože vyráběné z damaškové oceli.

## Současnost
V kovárně o rozměrech 4 × 5 m je uchováno zařízení z 19. století: výheň, kovářský měch, vrtačka, ruční lis a řada nářadí – kovadlina, měch, sada kleští ad. Jsou tu i ukázky výrobků. Od poloviny roku 2012 je zde expozice Malého muzea kovářství.

## Podzemní chodba
Přímo pod ohništěm se nachází vstup do chodby, kterou se dalo projít do Hostince na Holajce a na náměstí sv. Anny a do zámku. Podle pověsti tudy hrabě chodil za kovářem hrávat karty a hraběnka zase z jiných důvodů. Chodba je asi po 15 m zavalena.